# Région Harar
La région du peuple Harari (en amharique : ሀረሪ ሕዝብ ክልል) est, depuis 1995, une des dix régions de l'Éthiopie. D'une superficie de 311 km2, son chef-lieu est la ville d'Harar.
L'Agence de Statistique d'Éthiopie (Central Statistical Agency of Ethiopia) estimait sa population à 196 000 hab. en 2005, dont 62,2 % d'urbains. Sa densité de population est de 629,72 hab./km2.
Les groupes ethniques présents sont les Oromos (52,3 %), les Amharas (32,6 %), les Hararis (7,1 %) et les Gurages (3,2 %). Le harari est la langue officielle de cet État.
Quelque 60,3 % de la population est musulmane, 38,2 % orthodoxe éthiopien, 0,9 % protestants et 0,55 % catholiques.
L'Agence de la Statistique estimait qu'il s'y trouvait 31 730 têtes de bétail en 2005 ce qui représente moins de 0,1 % du cheptel éthiopien.